# Banksia ilicifolia
Banksia ilicifolia, es un árbol de la familia Proteaceae y endémico del suroeste de Australia Occidental,  pertenece a Banksia subg. Isostylis, un subgenus de tres estrechamente relacionado Banksia especie con inflorescencias que es domo-shaped cabezas más que característicos Banksia espigas de flor. Es generalmente un árbol hasta 10 metros (33 ft) altos con un hábito columnar o irregular. Ambos los nombres científicos y comunes surgen de la semejanza de su follaje a aquello del inglés holly Ilex aquifolium;  las hojas verdes lustrosas generalmente tienen muy espinosas serrated márgenes, a pesar de que algunas plantas carecen de hojas dentadas. Las inflorescencias son inicialmente amarillas pero devenir rojo-tinged con madurez; estos actos como señalar para alertar pájaros que las flores han abierto y el néctar es disponible.

## Enlaces externos

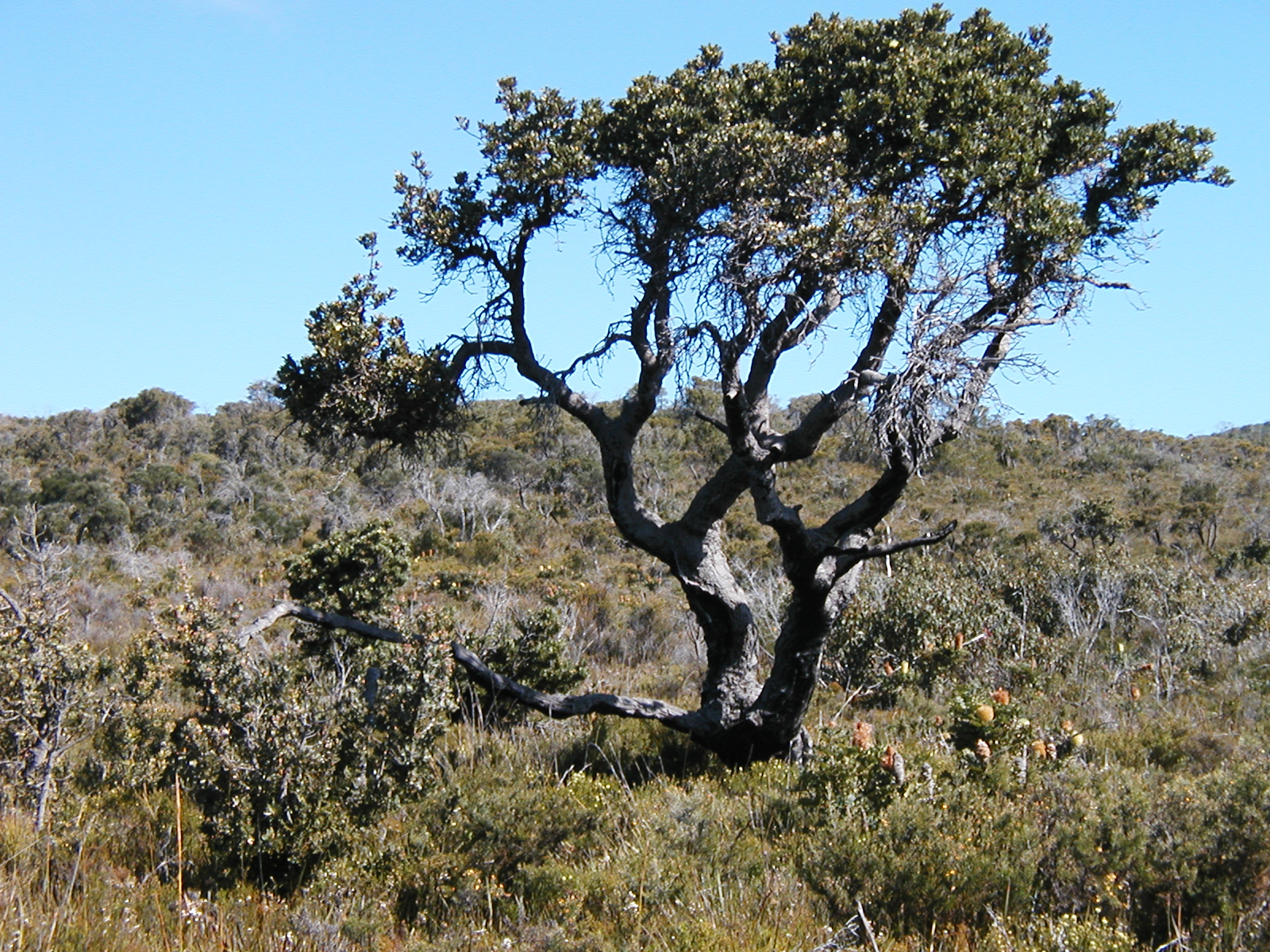
Árbol raquítico nudoso. Albany, WA
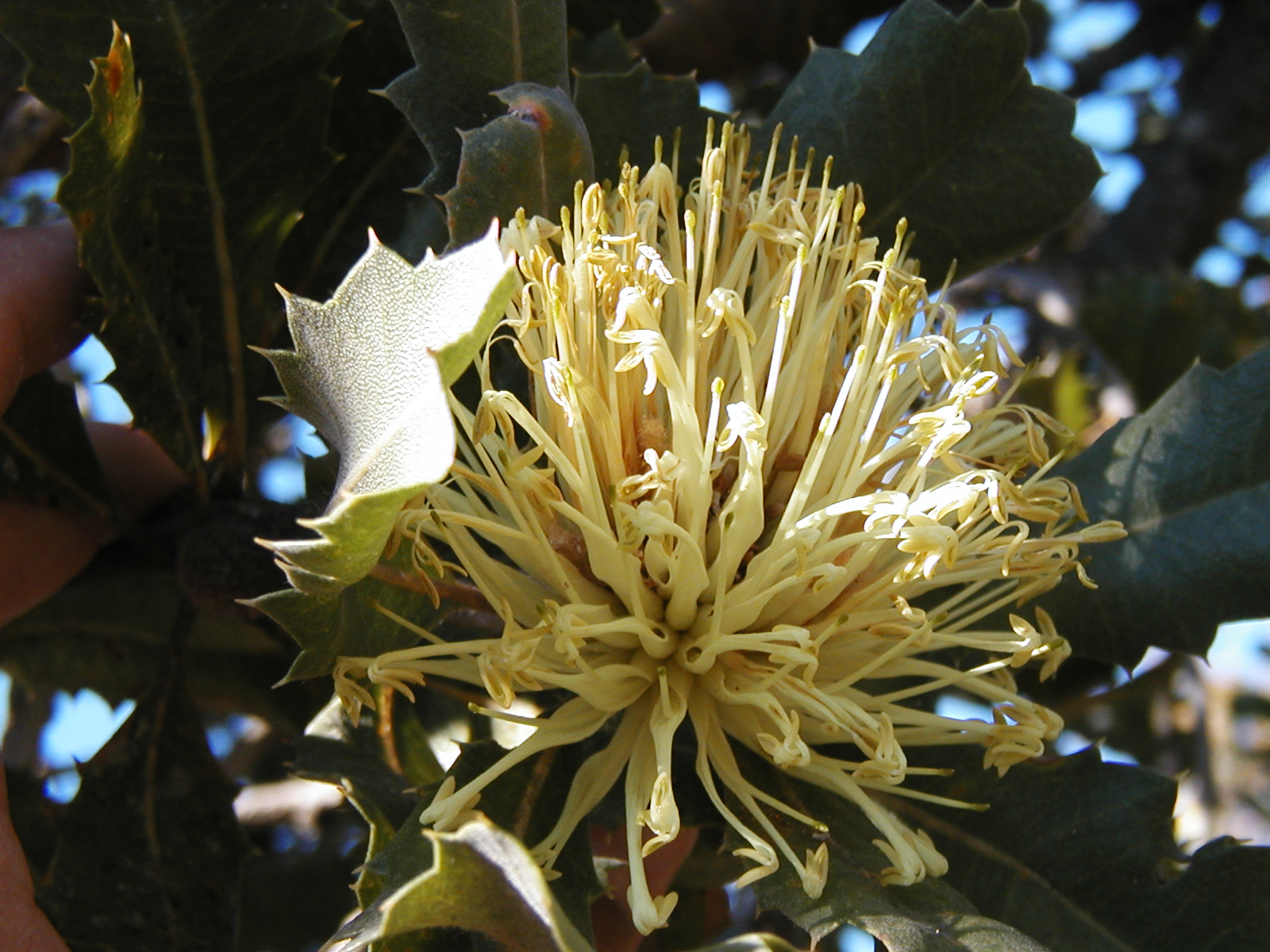
Banksia ilicifolia, floración inusualmente amarilla (luego antesis), Albany
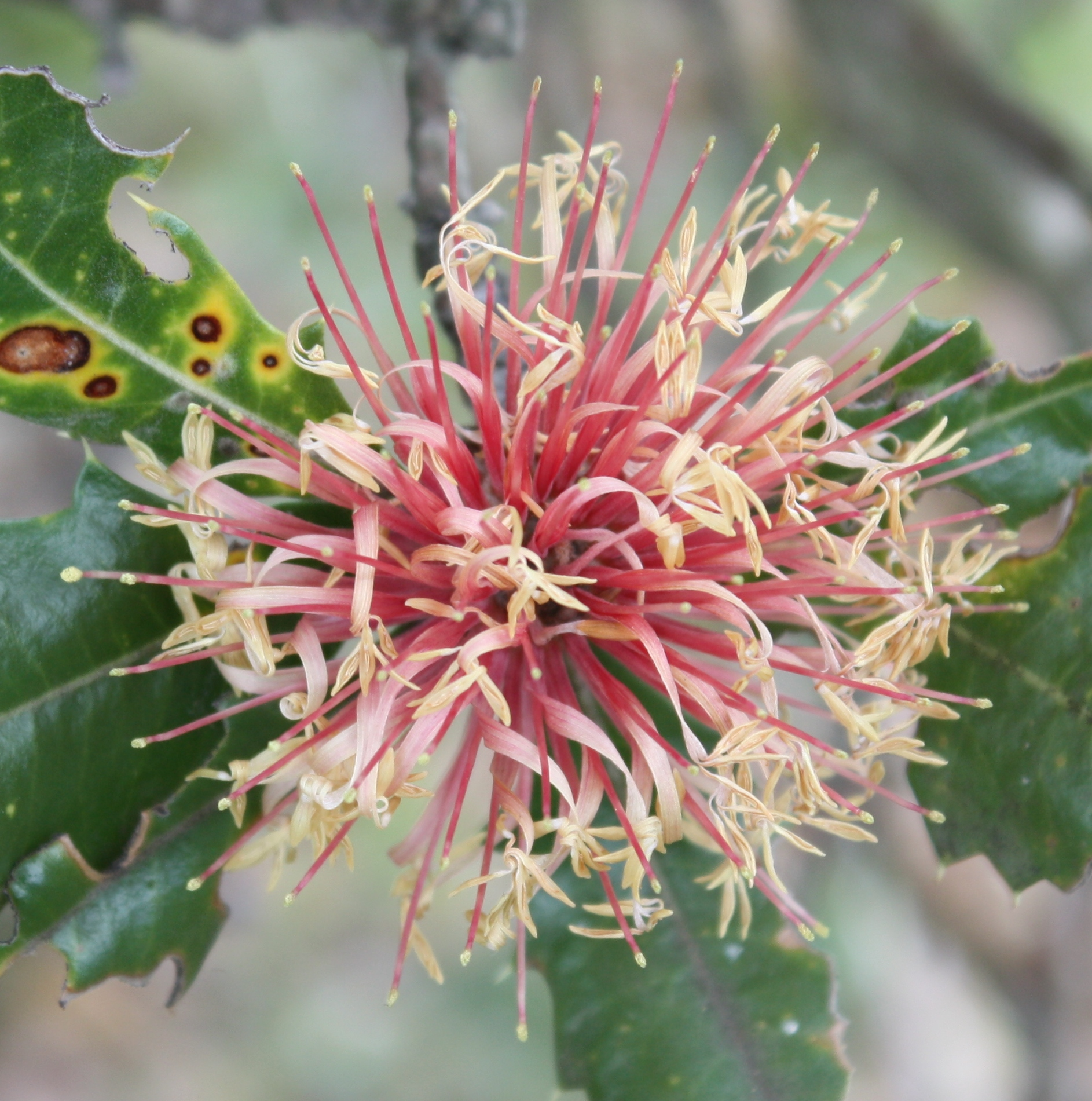
Floración más usualmente rojizas, Perth.
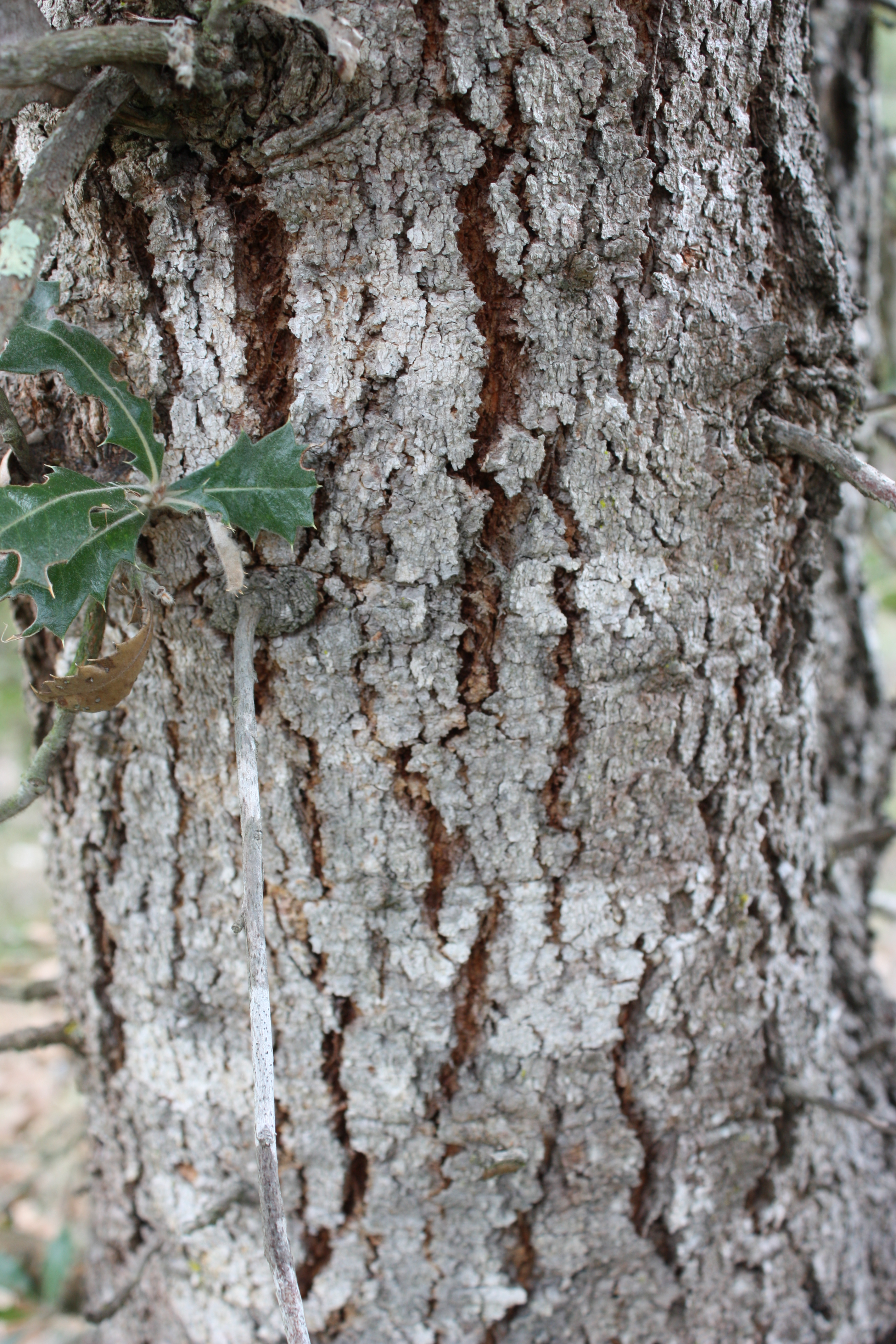
Ritidoma rugoso, Perth